# Batracomorphus nitens
Batracomorphus nitens är en insektsart som beskrevs av Blöte 1964. Batracomorphus nitens ingår i släktet Batracomorphus och familjen dvärgstritar. Inga underarter finns listade i Catalogue of Life.